# Ingrid Altino
Ingrid Altino, född 9 februari 1996 i Stockholm, är en svensk journalist och radiopratare. Hon har skrivit för publikationer som VICE, Nöjesguiden och Göteborgs-Posten.
År 2017 nominerades hon till Nöjesguidens Stockholmspris i kategorin årets text.
Som radiopratare har Ingrid medverkat i Tankesmedjan i P3 och i Eftermiddag i P3 där hon också jobbar som researcher och producent.(2021).